# Kevyn Ista

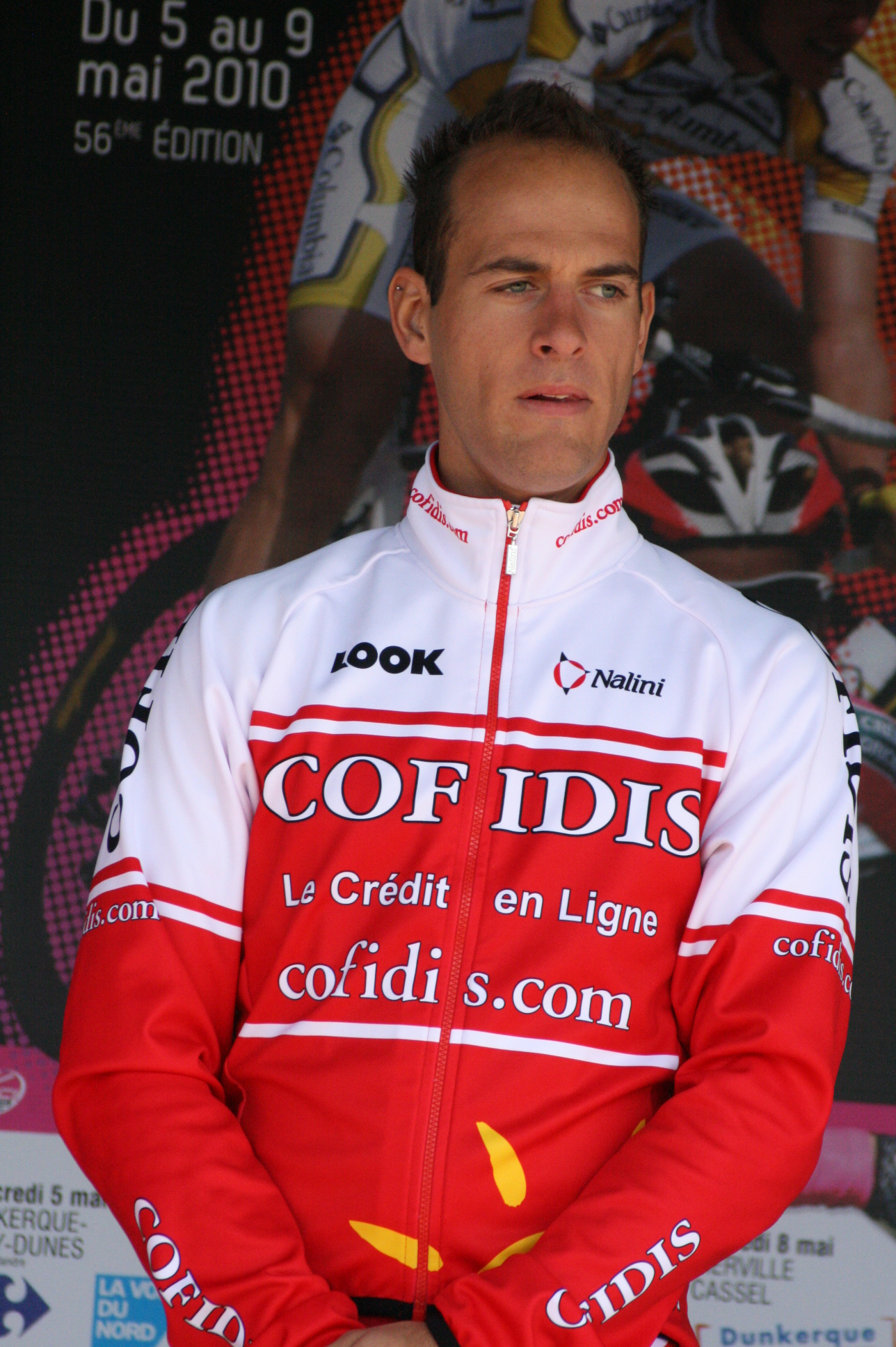
Kevyn Ista

Kevyn Ista (Auvelais, 22 november 1984) is een voormalig Belgisch wielrenner.

## Overwinningen
2002
 Belgisch kampioen puntenkoers, Junioren
 Belgisch kampioen sprint, Junioren
2004
Zesbergenprijs Harelbeke
4e etappe Ronde van Namen
2006
Ronde van Vlaanderen, Beloften
GP Stad Vilvoorde
2007
Challenge de Hesbaye
Trofee van Haspengouw
Zellik-Galmaarden
2e etappe Ronde van Namen
Waals kampioen op de weg, Elite
2008
Route Adélie de Vitré
2009
3e etappe Ronde van de Middellandse Zee

## Resultaten in voornaamste wedstrijden
| Jaar | Milaan-San Remo | Gent-Wevelgem | Ronde van Vlaanderen | Parijs-Roubaix | Luik-Bast.‑Luik | Waalse Pijl | Parijs-Tours | Brussels Cycling Classic |
| ---- | --------------- | ------------- | -------------------- | -------------- | --------------- | ----------- | ------------ | ------------------------ |
| 2008 |                 |               |                      | opgave         | opgave          | 27e         | 105e         | 8e                       |
| 2009 |                 |               |                      | opgave         |                 |             |              | 12e                      |
| 2010 |                 |               |                      | opgave         |                 |             |              | 14e                      |
| 2011 | 136e            | 87e           | 71e                  | 29e            |                 |             |              | 11e                      |
| 2012 |                 | 128e          |                      |                | 85e             | opgave      |              | 56e                      |
| 2013 |                 |               |                      |                |                 |             | 75e          | 164e                     |
| 2014 |                 | 126e          | opgave               |                |                 |             |              |                          |
| 2015 |                 |               |                      |                |                 |             |              | 19e                      |
| 2016 |                 |               |                      |                |                 |             |              | 10e                      |
| 2017 |                 |               |                      |                |                 |             | 123e         | 30e                      |
| 2018 |                 |               |                      |                |                 |             |              | 21e                      |
| 2019 |                 |               |                      |                | opgave          | opgave      | 9e           |                          |
| 2020 |                 |               |                      |                |                 |             | opgave       |                          |

## Ploegen
- 2005 –  R.A.G.T. Semences
- 2006 –  Pôle Continental Wallon Davitamon-Euro Millions (vanaf 1-7)
- 2007 –  Pôle Continental Wallon Bergasol-Euro Millions
- 2008 –  Agritubel
- 2009 –  Agritubel
- 2010 –  Cofidis, le Crédit en Ligne
- 2011 –  Cofidis, le Crédit en Ligne
- 2012 –  Accent.Jobs-Willems Veranda's
- 2013 –  IAM Cycling
- 2014 –  IAM Cycling
- 2015 –  Wallonie-Bruxelles
- 2016 –  Wallonie Bruxelles-Group Protect
- 2017 –  WB Veranclassic Aqua Protect
- 2018 –  WB Aqua Protect Veranclassic
- 2019 –  Wallonie-Bruxelles
- 2020 –  Bingoal-Wallonie Bruxelles